# 에바 뢰바우
에바 뢰바우(Eva Löbau, 1972년 7월 26일 ~ )는 오스트리아의 배우이다.

## 출연 작품
- 리뎀션 로드 (2017)
- 어글리 & 블라인드 (2017)
- 타이거 밀크 (2017)
- 섹스, 피티 앤 론리니스 (2017)
- 옥시토신 (2016)
- 미국에서 온 모리스 (2016)
- 워스트 케이스 시나리오 (2014)
- 어 스트레인지 포토그래퍼 앤 더 솔리튜드 (2012)
- 언노운 (2011)
- 알바니아인 (2010)
- 릴라 릴라 (2009)
- 바스터즈: 거친 녀석들 (2009)
- 베를린의 여인 (2008)
- 터프 이너프 (2006)